# Püümetsa
Püümetsa este o arie protejată (arie specială de conservare — SAC, sit de importanță comunitară — SCI) din Estonia întinsă pe o suprafață de 31,3 ha, integral pe uscat.

## Localizare
Centrul sitului Püümetsa este situat la coordonatele 59°24′27″N 25°05′56″E / 59.4075°N 25.0988°E.

## Înființare
Situl Püümetsa a fost declarat sit de importanță comunitară în aprilie 2004 pentru a proteja un număr necunoscut de specii din flora spontană și fauna sălbatică aflate în arealul zonei. Situl a fost protejat și ca arie specială de conservare în iunie 2005.

## Biodiversitate
Situată în ecoregiunea boreală, aria protejată conține 1 habitat natural: Mlaștini împădurite.
La baza desemnării sitului se află un număr nedeclarat de specii protejate.